# Canon de 7 modèle 1867
Die Canon de 7 modèle 1867 (auch als Canone de 7 rayé se chargeant par la culasse M/1867 bezeichnet) war ein französisches Hinterladergeschütz, welches hauptsächlich während des Deutsch-Französischen Krieges 1870/71 zum Einsatz kam. Es besaß einen bereits fortschrittlichen Schraubenverschluss, der auf dem „System Eastman“ basierte. Die Geschützkonstruktion wurde 1867 von Reffye angefertigt.

## Geschichte
In Frankreich wusste man über die Entwicklungen der deutschen Artillerie vor 1870 durchaus Bescheid. Nicht zuletzt Napoleon III., selbst ein Artillerist, konnte sich auf der Pariser Weltausstellung 1867 ein Bild von den Kanonen der Firma Krupp machen. Allerdings stand Frankreich der moderne Gussstahl in der Kruppschen Qualität nicht zur Verfügung, so dass die ersten Versuche von französischen Hinterlader-Geschützen noch immer mit Bronzerohren unternommen wurden. Oberst Jean-Baptiste Verchère de Reffye, Leiter der Geschützgießerei in Bourges entwickelte 1867 ein Hinterladergeschütz mit Schraubenverschluss. Das Rohr mit dem Kaliber 85 mm war aus Bronze und hatte einen gezogenen Lauf. Die mit fast sieben Kilogramm sehr schweren Granaten besaßen einen brauchbaren Aufschlagzünder (im Gegensatz zu den mit Brennzündern versehenen der Vorderladerkanonen des französischen Systems La Hitte) und hatten zur Drallübertragung ein Bleihemd, ähnlich den preußischen Granaten.
Kanonen dieses Typs wurden erst im Kriegsjahr 1870 in größeren Mengen im belagerten Paris gegossen. Die zur Verteidigung geforderten 1500 Stück wurden aber nicht erreicht. Man schätzt, dass ca. 800 Stück fertiggestellt wurden. Diese griffen dann auch recht effektiv bei der Verteidigung der belagerten französischen Hauptstadt ein. Zunächst wurden die Kanonen in Meudon, einem Pariser Vorort, später von verschiedenen Pariser Unternehmen hergestellt. Ein Teil wurde aus Bronze, ein Teil aus Stahl, welches man aus Eisenbahn-Radsätzen gewonnen hatte. Die Kanone bekam den Spitznamen Canon de Trochu, nach dem Befehlshaber für die Verteidigung von Paris Louis Jules Trochu. Nach der Kapitulation fielen 33 Stück in deutsche Hände. Sie bewährten sich aber auch später bei der Benutzung durch die Loire-Armee (nach dem Fall der Hauptstadt).
Nach dem Krieg 1870/71 wurde die Produktion dieser Kanone nicht weiter betrieben. Frankreich erkannte die drückende Überlegenheit des neuen Deutschen Reiches im Bereich der Artillerie an und betrieb nun selbst eine progressive Entwicklung dieser Waffe. Die M/1867 war mit fast 2,2 t viel zu schwer, um auf dem Schlachtfeld eine operative Rolle spielen zu können, und der Schraubverschluss verschmutzte in Verbindung mit dem damals üblichen Geschützpulver (Schwarzpulver gröberer Körnung) sehr schnell und verlangsamte damit die Kadenz allmählich.

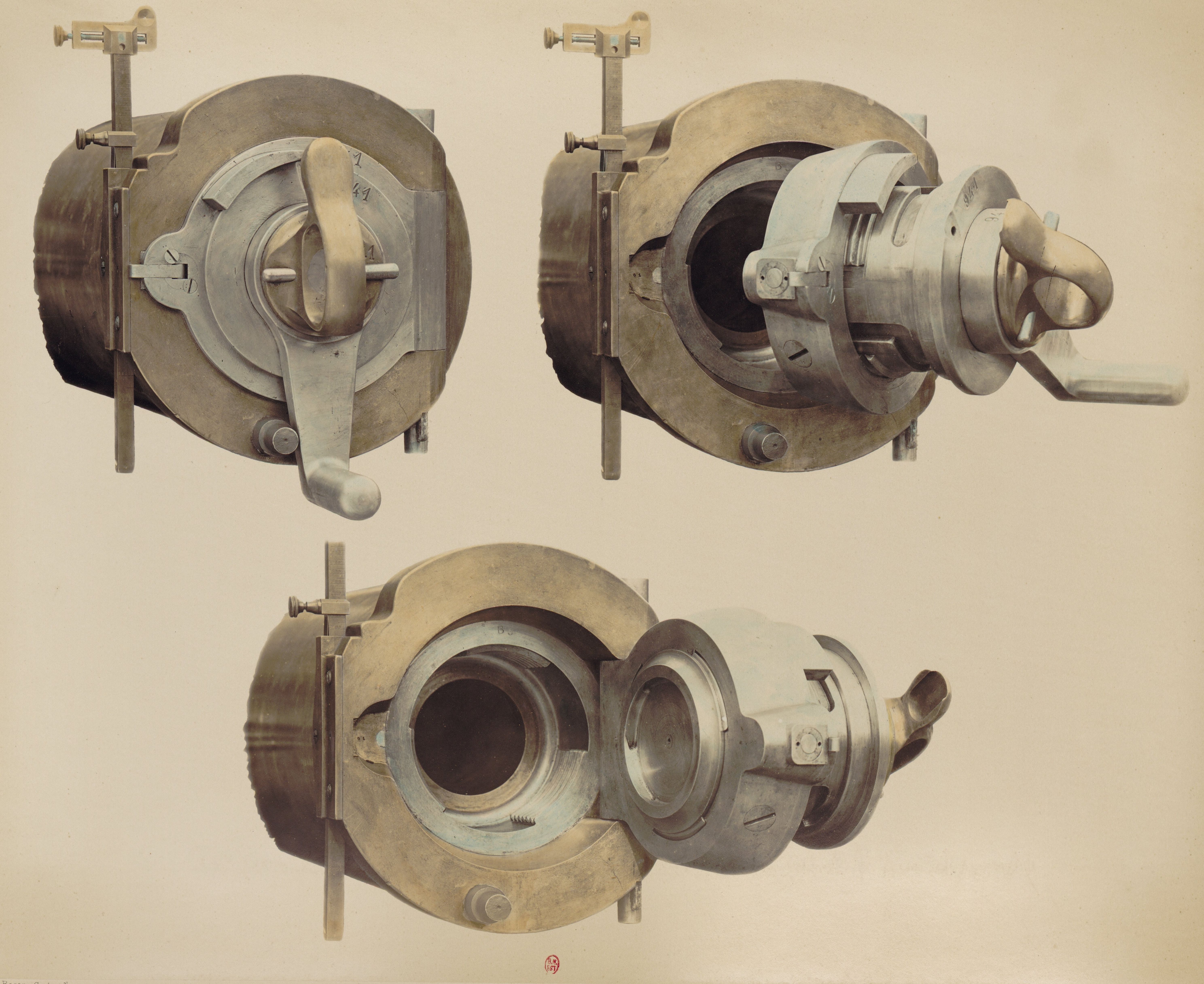
Canon de 7, Stahlverschluss am Bronzerohr

## Technik
Auffallend am Rohr der M/1867 ist die Verdickung ab den Schildzapfen nach hinten. Dies ist der Bronze als Geschützrohrmaterial geschuldet sowie der benötigten Restwandstärke im Bereich des Schraubenverschlusses. Diese Verdickung führt dazu, dass das Rohr mit Verschluss rund 666 kg wog und damit knapp doppelt so viel wie das Rohr der preußischen C/61.
Der Schraubenverschluss konnte im Geschützscharnier nach hinten gezogen und dann nach links geschwenkt werden. Geladen wurde zuerst die Granate oder das Schrapnell, anschließend dann die Pulverkartusche. Diese war nicht in Beuteln vorbereitet, sondern aus sechs Presspulverringen in einer Hülse aus Pappmaché. Diese Hülle besaß einen Metallboden. Das System nach Reffye ließ ein relativ schnelles Laden und vor allem eine Vorbereitung der Kartusche auf verschiedene Distanzen außerhalb des Geschützrohres zu. Allerdings musste die unverbrannte Papphülse wieder von vorne ausgestoßen werden, denn ein Auswerfer war nicht vorhanden.

## Technische Daten
- Kaliber: 85 mm (8,65 cm)
- Gefechtsgewicht: Geschütz alleine ca. 2150 kg
- Rohrlänge:
- Höhenrichtbereich:
- Seitenrichtbereich: 0° (Es wurde mit dem gesamten Geschütz gerichtet)
- Munitionstyp/Gewicht: 85 mm (Granate, Eisen, 6,85 kg, Bleimantel, Aufschlagzünder), Schrapnells
- Mündungsgeschwindigkeit: 383 m/s
- Höchstschussweite: Granate 3200 m

Das Nachfolgemodell ab 1873 war die ähnliche Canon Reffye de 85 mm.